# Alfred Clarence Redfield
Alfred Clarence Redfield (* 15. November 1890 in Philadelphia; † 17. März 1983 in Woods Hole (Massachusetts)) war ein US-amerikanischer Ozeanograph.
Redfield entdeckte das nach ihm benannte Redfield-Verhältnis, welches die Anteile der atomaren Zusammensetzung von marinem Phytoplankton bestimmt. Die Forschungsergebnisse von Redfield nutzte James Lovelock für die Formulierung der Gaia-Hypothese.

## Schriften (Auswahl)
- Alfred C. Redfield: On the proportions of organic derivations in sea water and their relation to the composition of plankton. In: James Johnstone Memorial Volume. Hrsg. von R. J. Daniel. University Press of Liverpool, 1934, S. 176–192
- Redfield, A. C. (1958): The biological control of chemical factors in the environment. American scientist, 46(3), 230A-221.

## Auszeichnungen
- 1922 Mitglied der American Academy of Arts and Sciences
- 1958 Mitglied der National Academy of Sciences
- 1966 Eminent Ecologist Award der Ecological Society of America[2]